# Kanton Crocq
Kanton Crocq (francouzsky Canton de Crocq) je francouzský kanton v departementu Creuse v regionu Limousin. Tvoří ho 14 obcí.

## Obce kantonu
- Basville
- Crocq
- Flayat
- La Mazière-aux-Bons-Hommes
- Mérinchal
- Pontcharraud
- Saint-Agnant-près-Crocq
- Saint-Bard
- Saint-Georges-Nigremont
- Saint-Maurice-près-Crocq
- Saint-Oradoux-près-Crocq
- Saint-Pardoux-d'Arnet
- La Villeneuve
- La Villetelle